# Vitalijus Novikovas
Vitalijus Novikovas (russisch Виталий Новиков, deutsche Transkription Witali Nowikow, FIDE-Schreibweise Vitalij Novikov; * 1958) ist ein litauischer Schachspieler russischer Herkunft.
1993 belegte er den 3. Platz bei der litauischen Einzelmeisterschaft. 1994 wurde er zum  Internationalen Fernschachmeister ernannt. Seit 2002 trägt Novikovas den Titel Verdienter Internationaler Meister im Fernschach. 
Novikovas nahm am European Club Cup 2005 bis 2007 mit NSEL Vilnius, 2008 und 2009 mit VŠŠSM Vilnius teil.
Seine höchste Elo-Zahl betrug 2342 im Januar 2006.